# Megasam
Megasam – nazwa określająca wielki sklep samoobsługowy. Megasamy zaczęły powstawać w Polskiej Rzeczypospolitej Ludowej, w latach 70. XX wieku. W środku sklepu klienci mogli swobodnie przemieszczać się pomiędzy półkami z artykułami.
Przykładem tego typu obiektu był otwarty w 1975 megasam „Meteor” w Poznaniu na Osiedlu Kosmonautów, o powierzchni 2850 m², oraz otwarty w 1980 megasam na Ursynowie w Warszawie.